# La ballata di Nessie
La ballata di Nessie (The Ballad of Nessie) è un cortometraggio animato statunitense del 2011 diretto da Stevie Wermers-Skelton e Kevin Deters e prodotto dai Walt Disney Animation Studios.
La voce del narratore è quella dell'attore scozzese Billy Connolly (in Italia è di Carlo Valli).

## Trama
Il corto narra le origini del lago Loch Ness. Nessie è un mostro che vive in un piccolo stagno scozzese insieme alla sua papera di gomma McQuack. un giorno però, la valle in cui vive viene rasa al suolo da un malvagio imprenditore che ci fa costruire sopra un campo da golf. Nessie decide di lasciare la sua vecchia casa e di trovarsene un'altra; prova a vivere in uno stagno che viene però bevuto (letteralmente) da delle pecore; poi prova a trasferirsi in una fattoria però abitata già da dei maiali; prova poi in un acquario, in una grotta, in una palude e in un vecchio castello. Quelli che incontrano le dicono di mantenersi allegra; alla fine però, Nessie inizia a piangere per giorni, settimane e mesi. Così tanto da allagare un'intera valle, che diventa il Loch Ness e la sua nuova casa.
Nei titoli di coda si vede che le lacrime di Nessie hanno inondato il campo da golf dell'imprenditore, che naviga su di esso a bordo di un cartello.